# آشا فیلیپ
آشا فیلیپ (انگلیسی: Asha Philip؛ زادهٔ ۲۵ اکتبر ۱۹۹۰) دونده اهل بریتانیا است.
وی در مسابقات کشوری و بین‌المللی در مجموع برندهٔ ۲ مدال طلا، ۲ مدال نقره و ۱ مدال برنز شده‌است.